# Bahnhof Genova Brignole

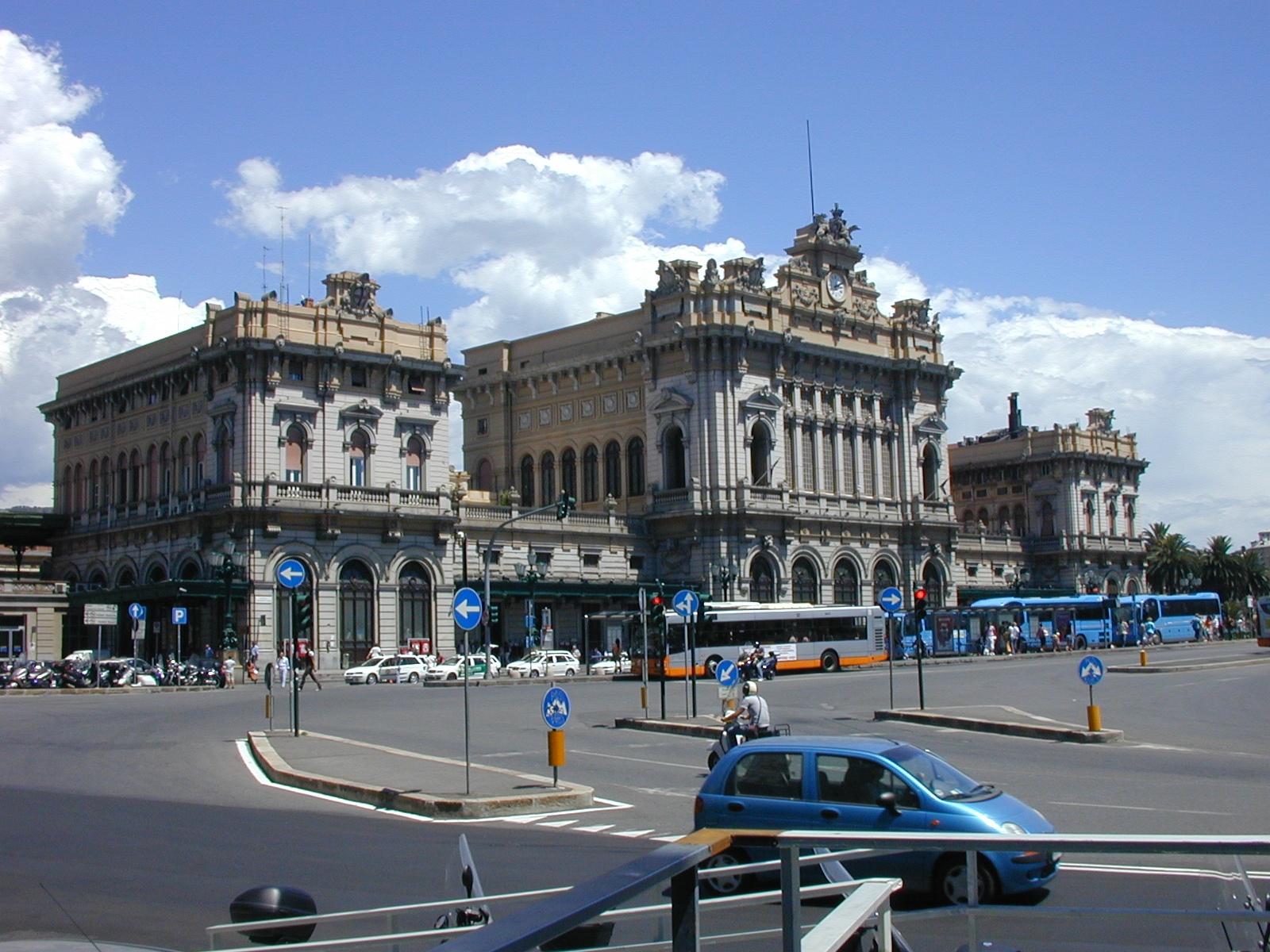
Frontansicht

Der Bahnhof Genova Brignole ist neben dem Bahnhof Genova Piazza Principe einer der beiden wichtigsten Bahnhöfe von Genua, der Hauptstadt der italienischen Region Ligurien. Er steht an der Piazza Verdi am östlichen Rand des Stadtzentrums.

## Geschichte
Ein erster kleiner Bahnhof in der Nähe der Piazza Brignole entstand als provisorische Endstation der von Chiavari nach Genua führenden Strecke und wurde am 23. November 1868 eröffnet. Die einfache Anlage war auf einer Fläche errichtet worden, die durch teilweises Abgraben des dahinter liegenden Hügels gewonnen werden musste. Im Jahr 1872 wurde die Bahnstrecke mit der Eröffnung des Traversata-Tunnels bis zum Bahnhof Genova Principe verlängert. Brignole blieb weitere drei Jahrzehnte ein bescheidener Haltepunkt.

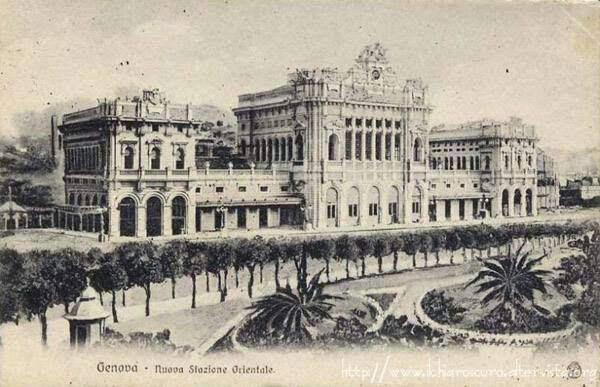
Ansicht von 1905

Im Hinblick auf die für das Jahr 1905 geplante Weltausstellung kam die Idee auf, in Genua einen zweiten Hauptbahnhof zu errichten. Zu diesem Zweck sollte die Anlage um etwa einen Viertelkilometer südostwärts in Richtung des Baches Bisagno verlegt werden. An der Piazza Verdi begann 1902 unter der Aufsicht des Ingenieurs Giovanni Ottino der Bau eines neuen repräsentativen Bahnhofs. Es sollte aus drei Baukörpern bestehen und dabei auf einer Länge von 105 Metern nach einer zentralen Symmetrieachse ausgerichtet werden. 1905 waren die Arbeiten abgeschlossen. Obwohl der Bahnhof nicht mehr an der Piazza Brignole lag, behielt er diesen Namen bei.
Der Bahnhof Genova Brignole wurde in das Aufwertungsprogramm der großen italienischen Bahnhöfe aufgenommen, das von der Organisation Grandi Stazioni unter Leitung der Ferrovie dello Stato Italiane durchgeführt wird.

## Architektur

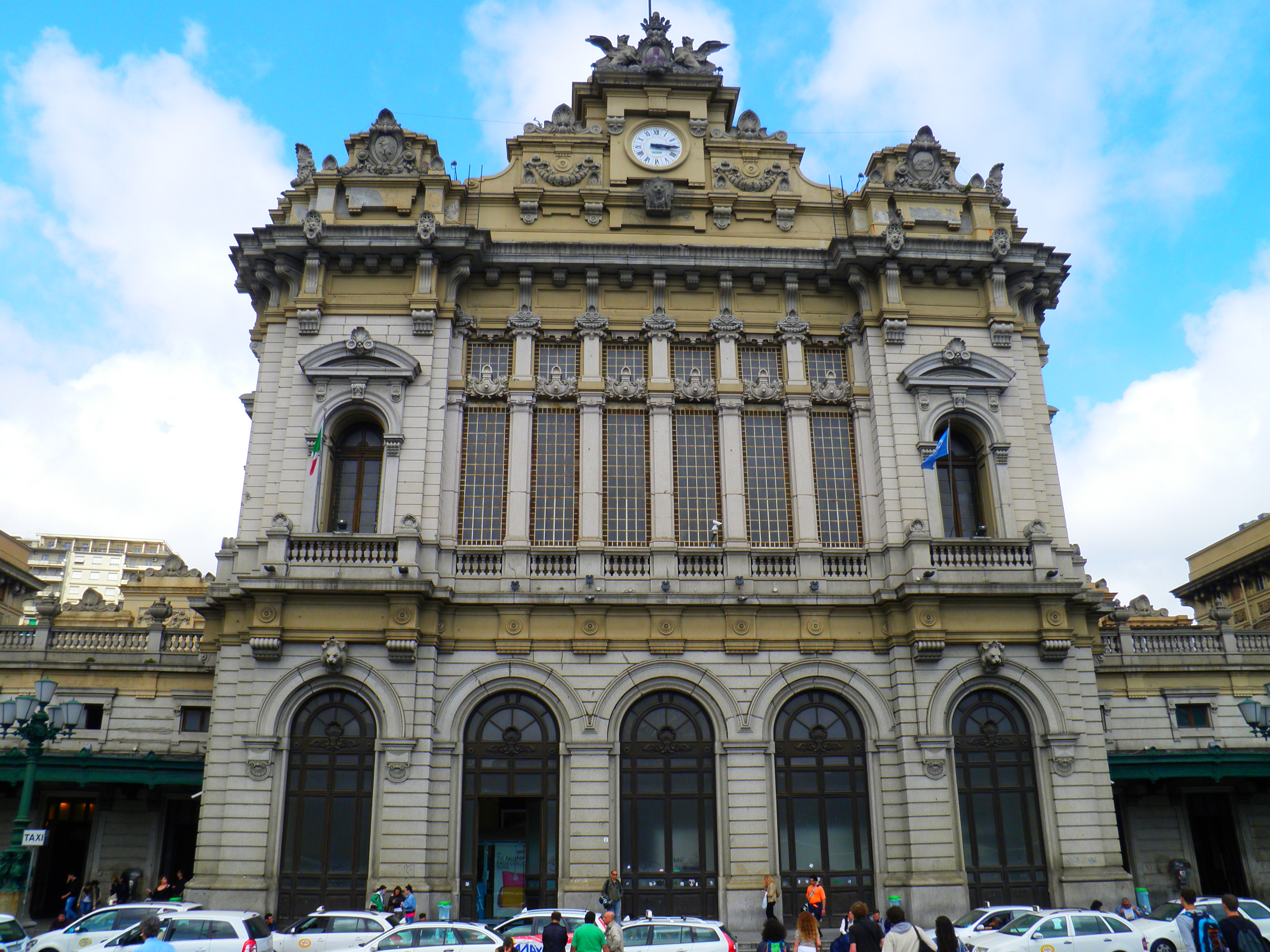
Detail der Hauptfassade

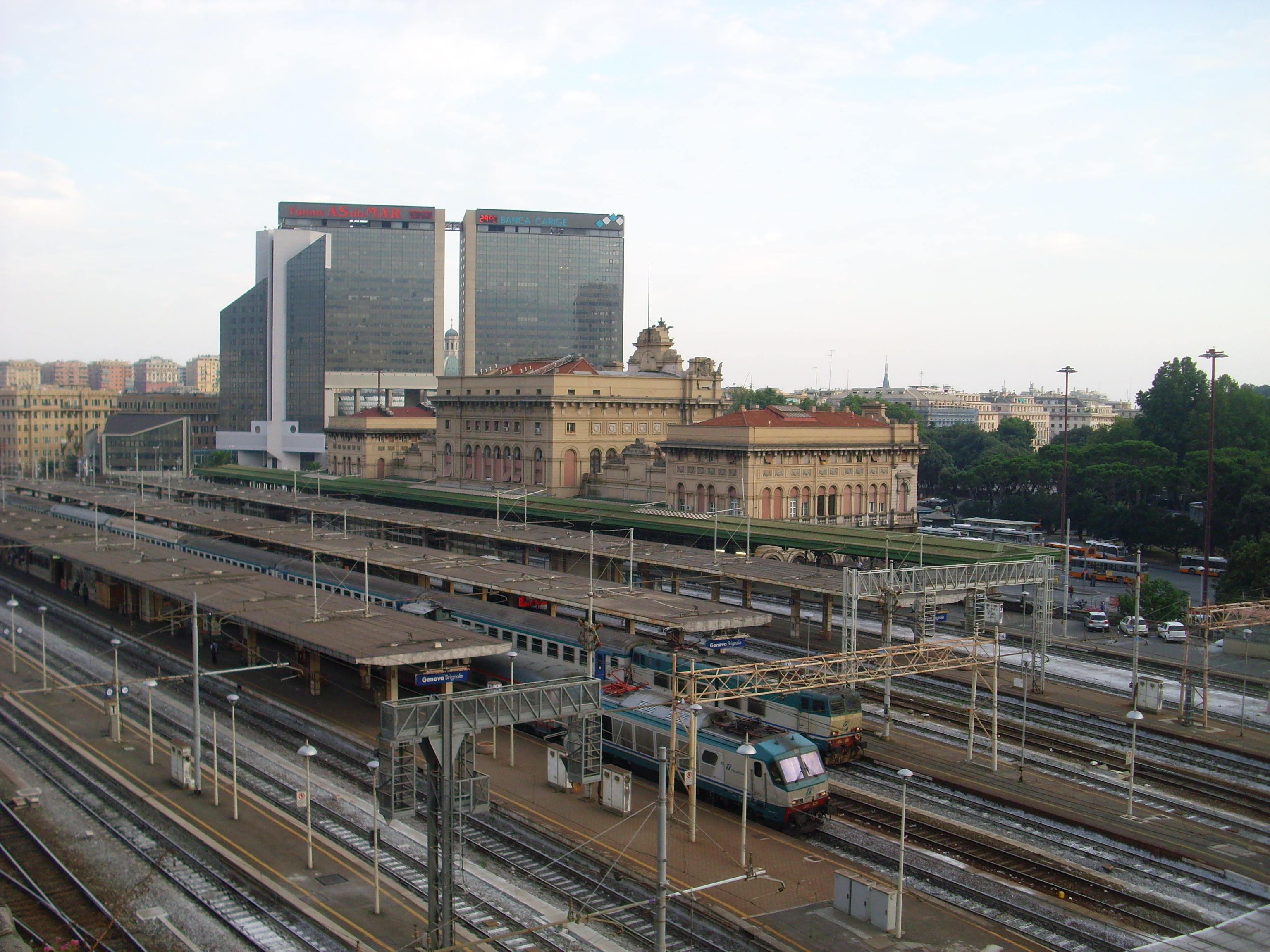
Ansicht der Bahnsteige

Die Architektur des dreiteiligen Empfangsgebäudes ist von den romantischen Motiven der Neorenaissance der „französischen Schule“ geprägt, angereichert mit zahlreichen dekorativen Motiven. Die Lisenen, Pilaster und Einfassungen sind bis zur ersten Etage aus weißem Granit gefertigt. Die der Piazza Verdi zugewandte Fassade ist im neoklassizistischen Stil gehalten und mit Stuckarbeiten sowie Stein aus den Höhlen von Montorfano verziert. Die Innensäle sind mit Fresken der Maler de Servi, Berroggio und Grife ausgestattet. Auf der Fassade des Zentralkörpers des Hauptgebäudes thront eine große Skulptur mit dem Wappen von Genua, das umgeben von zwei Greifen ein weißes Schild mit rotem Kreuz darstellt, über dem die Januskopf-Krone steht. Neben der unterstehenden Uhr sind die Wappen von Rom und Turin zu erkennen.
Das Bahnhofsgebäude umfasst mehrere Stockwerke:
- Untergeschoss: hier befinden sich die Zentralheizanlage, diverse Lagerräume sowie die Kellerräume der Restaurants und der Wohnräume
- Erdgeschoss: hier befindet sich der Hauptsaal mit den Fahrkartenschaltern, mehreren kleinen Geschäften und den Büros der Ferrovie dello Stato Italiane
- Zwischengeschoss: hier befinden sich die Bahnsteige der verschiedenen Gleise, kleine Snack-Bars, die Warteräume und Büros der Bahnangestellten
- Obergeschoss: mit Büros und Wohnungen

Die Anlage am Fuße des Hügels Montesano ist von Nordwesten nach Südosten ausgerichtet und besitzt 16 auf einem Damm liegende Gleise, die sich zum Teil weiter auf der Brücke über den Bisagno erstrecken. Sieben Gleise dienen dem Personenverkehr und liegen am Hausbahnsteig sowie an drei überdachten Mittelbahnsteigen. Die Verbindung untereinander erfolgt durch drei Personentunnel. Hinzu kommen mehrere Abstellgleise. Neben diesen liegen die beiden Gleise der Genueser U-Bahn (siehe unten).

## Verbindungen
| Linie | Linienverlauf                                                                                                  | Bahnstrecke in Ligurien |
| ----- | --- | ----------------------- |
| ES*   | Savona – Genova P. Principe – Genova Brignole – La Spezia – Pisa – Roma Termini                                | 1 , 2                   |
| IC    | (Ventimiglia) – Savona – Genova P. Principe – Genova Brignole – La Spezia – Pisa – Roma Termini                | 1 , 2                   |
| IC    | Turin – Genova P. Principe – Genova Brignole – La Spezia – Pisa – Rom – (Neapel)                               | 3 , 1                   |
| E     | Turin – Genova P. Principe – Genova Brignole – La Spezia – Pisa – (Palermo) oder (Syrakus)                     | 3 , 1                   |
| ICN   | Turin – Genova P. Principe – Genova Brignole – La Spezia – Pisa – (Rom Tiburtina) – Neapel – (Reggio Calabria) | 3 , 1                   |

Legende: ES* – Eurostar Italia; IC – InterCity; E – Express; ICN – InterCity Night

## U-Bahn

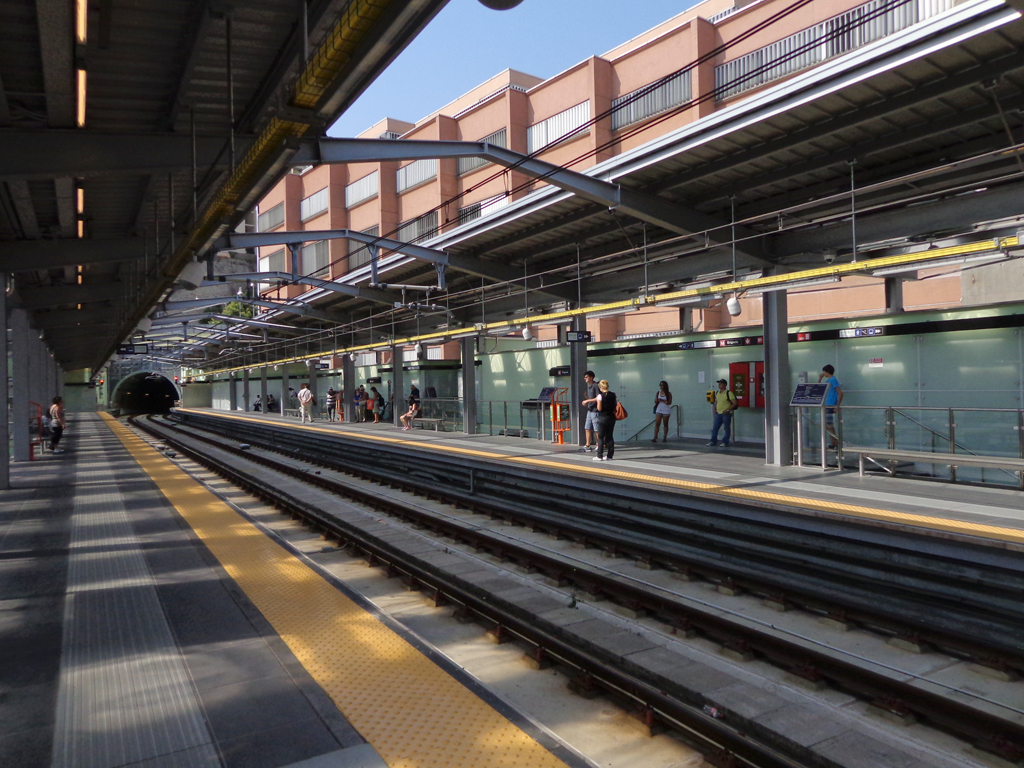
Bahnsteige der U-Bahn

An der Nordostseite der Anlage befinden sich die beiden Gleise der U-Bahn Genua, auf derselben Höhe wie die Gleise der Eisenbahn. Sie liegen an zwei überdachten Seitenbahnsteigen und enden stumpf auf der gemeinsam mit der Eisenbahn genutzten Bisagno-Brücke, wo auch ein Gleiswechsel zur Verfügung steht. Der südliche Bahnsteig ist so gebaut, dass die der U-Bahn abgewandte Seite nach der 2023 vorgesehenen Fertigstellung des sechsspurigen Ausbaus der Strecke Principe–Brignole von Nahverkehrszügen genutzt werden kann. Die U-Bahn besitzt kein eigenes Empfangsgebäude; ihre Bahnsteige sind über die Personentunnel des Bahnhofs Genova Brignole erreichbar. Der mittlere Nordausgang führt auf die Piazza Giambattista Raggi; von dort aus überwindet ein Personenaufzug den beträchtlichen Höhenunterschied zum benachbarten Corso Monte Grappa.
Seit den ersten Planungen war Brignole als östliche Endstation der U-Bahn vorgesehen. Ursprünglich unter der Piazza Verdi geplant, baute man die Bahnsteige stattdessen an der Hangseite, um das geologisch schwierige Bisagno-Tal nicht unterqueren zu müssen. Die Bauarbeiten begannen 2009, wobei ein Flügel des alten Postgebäudes an der Piazza Giambattista Raggi abgerissen werden musste. Am 22. Dezember 2012 erfolgte die Eröffnung des von De Ferrari hierher führenden Streckenabschnitts. Einige archäologische Fundstücke, die bei den Bauarbeiten zum Vorschein kamen, werden in den Unterführungen der Öffentlichkeit präsentiert. Dazu gehören ein bronzezeitlicher Mauerrest und ein mittelalterliches Risseu-Mosaik, das der abgerissenen Kirche Santa Maria degli Incrociati zugeschrieben wird.
Im Rahmen der seit März 2021 im Bau befindlichen U-Bahn-Verlängerung von Brignole zur Piazza Giovanni Martinez wird der derzeitige Rangierbahnhof auf der gegenüberliegenden Seite des Bisagno teilweise abgerissen, um Platz für die ebenerdigen Gleise zu schaffen. Die Fertigstellung des rund 800 m langen oberirdischen Abschnitts ist für das Jahr 2024 vorgesehen.
| Linie | Verlauf                                                                                           |
| ----- | ------------------------------------------------------------------------------------------------- |
|       | Brin – Dinegro – Principe – Darsena – San Giorgio – Sarzano/Sant’Agostino – De Ferrari – Brignole |